# Malik Delgaty
Malik Delgaty (nacido Justin Lesage; 29 de septiembre de 2000) es un modelo y actor canadiense de películas pornográficas gay. Después de firmar un contrato exclusivo con Men.com, se convirtió en uno de los actores de cine pornográfico gay más buscados en línea en 2022 y 2024.

## Biografía
Malik Delgaty nació el 29 de septiembre de 2000 en Montreal, Quebec, y es de origen franco-canadiense. Solía ser un atleta de judo.
Una semana después de cumplir 18 años, mientras trabajaba en la construcción, Delgaty comenzó a trabajar como stripper en el club masculino Campus de Montreal, donde su padre también había trabajado como stripper 20 años antes. Según él, se convirtió en uno de los favoritos del público. Durante la pandemia de COVID-19, decidió dedicarse al cine pornográfico después de que su agente le consiguiera un contrato. Inicialmente fue contactado por estudios locales, pero cuando Men.com le ofreció un contrato exclusivo, decidió aceptar— y en 2020 se convirtió en la "Nueva Cara de Men.com".
En febrero de 2021, Delgaty protagonizó una campaña publicitaria para la colección de ropa interior Stripped2 de Dsquared2, en la que interpretó a un stripper. Apareció en la portada de DNA en su edición anual "Los Hombres Más Sexys Vivos" en agosto de 2021.
Como modelo de pasarela, Malik desfiló en la Semana de la Moda de Nueva York (febrero de 2022) y en la Semana de la Moda de Los Ángeles (octubre de 2022). También fue la imagen de una campaña publicitaria de una colección de merchandising de Men.com en agosto de 2022.Hizo su debut en la pornografía bisexual en WhyNotBi (en colaboración con Men.com) en la escena Bussy Swap en marzo de 2022, y como pasivo en la pornografía gay en noviembre de 2022 con Top to Bottom: Malik Delgaty.
Fue nominado al Premio GayVN como Mejor Revelación en 2022. Ganó los premios GayVN en las categorías de Favorito Activo y Mejor Escena Bisexual por su aparición en CineCum de WhyNotBi.com en 2023, y también fue nominado para el Premio XBIZ como Intérprete Gay del Año en ese año.

## Imagen pública
Delgaty se identifica como heterosexual y ha declarado que "nunca se había sentido atraído por hombres antes de estar frente a las cámaras". Ha sido descrito como un actor gay-for-pay.
Según Str8UpGayPorn, Delgaty fue el actor de pornografía gay más buscado en 2022 según Google Analytics y sus datos internos, mientras que Pornhub lo listó como el actor de pornografía gay más buscado en 2023.En 2021, Queer Me Now lo calificó como «uno de los modelos más populares de Men.com en este momento».